# Flóra Pásztor
Flóra Pásztor (Budapest, 30 de junio de 1998) es una deportista húngara que compite en esgrima, especialista en la modalidad de florete.
En los Juegos Europeos de Cracovia 2023 consiguió una medalla de plata en la prueba individual. Ganó dos medallas de bronce en el Campeonato Europeo de Esgrima, en los años 2024 y 2025.
Participó en dos Juegos Olímpicos de Verano, ocupando el séptimo lugar en Tokio 2020 (por equipos) y el octavo en París 2024 (individual).

## Palmarés internacional
| Juegos Europeos    | Juegos Europeos    | Juegos Europeos   | Juegos Europeos     |
| Año                | Lugar              | Medalla           | Prueba              |
| ------------------ | ------------------ | ----------------- | ------------------- |
| 2023               | Cracovia (Polonia) | Medalla de plata  | Florete individual  |
| Campeonato Europeo |                    |                   |                     |
| Año                | Lugar              | Medalla           | Prueba              |
| 2024               | Basilea (Suiza)    | Medalla de bronce | Florete por equipos |
| 2025               | Génova (Italia)    | Medalla de bronce | Florete individual  |